# Diocese do Crato
A Diocese do Crato (Dioecesis Cratensis) é uma circunscrição eclesiástica da Igreja Católica no estado do Ceará. Sua sede é a Catedral de Nossa Senhora da Penha no município do Crato.

## Fundação

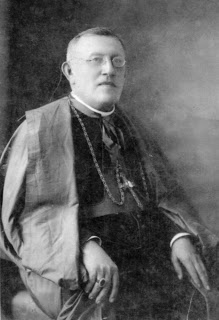
D. Quintino Rodrigues de Oliveira e Silva, primeiro bispo diocesano.

Foi criada em 20 de outubro de 1914 pelo Papa Bento XV por meio da bula Catholicae Ecclesiae, sendo desmembrada do território da Diocese do Ceará (hoje Arquidiocese de Fortaleza). Em 28 de janeiro de 1961, cedeu parte de seu território para a criação da Diocese de Iguatu.

## Jurisdição
A diocese possui 57 paróquias e três áreas pastorais, distribuídas pelos municípios de Crato, Abaiara, Altaneira, Antonina do Norte, Araripe, Assaré, Aurora, Baixio, Barbalha, Barro, Brejo Santo, Campos Sales, Caririaçu, Farias Brito, Granjeiro, Ipaumirim, Jardim, Jati, Juazeiro do Norte, Lavras da Mangabeira, Mauriti, Milagres, Missão Velha, Nova Olinda, Porteiras, Potengi, Penaforte, Salitre, Santana do Cariri, Tarrafas, Umari e Várzea Alegre.
Região Forânea 1
Crato.
Região Forânea 2
Juazeiro do Norte, Barbalha e Caririaçu.
Região Forânea 3
Abaiara, Barro, Brejo Santo, Jardim, Jati, Mauriti, Milagres, Missão Velha, Penaforte e Porteiras.
Região Forânea 4
Aurora, Baixio, Farias Brito, Granjeiro, Ipaumirim, Lavras da Mangabeira, Umari e Várzea Alegre.
Região Forânea 5
Altaneira, Antonina do Norte, Araripe, Assaré, Campos Sales, Nova Olinda , Potengi , Salitre, Santana do Cariri e Tarrafas.
Dentre as Paróquias, se destacam:
- Sé Catedral de Nossa Senhora da Penha, em Crato.
- Basílica Menor Santuário de Nossa Senhora das Dores, em Juazeiro do Norte.
- Santuário da Divina Misericórdia, em Barro.

| Município                           | Invocação                       | ano de criação |
| ----------------------------------- | ------------------------------- | -------------- |
| Crato - Sé Catedral Diocesana       | Nossa Senhora da Penha          | 1768           |
| Crato - Ponta da Serra              | São José Operário               | 1967           |
| Crato - Pimenta                     | Nossa Senhora de Fátima         | 1968           |
| Crato - Vila Alta                   | Sagrada Família                 | 1968           |
| Crato - São Miguel                  | São Miguel Arcanjo              | 1968           |
| Crato - Batateira                   | Nossa Senhora Aparecida         | 1968           |
| Crato - Pinto Madeira               | São Francisco de Assis          | 1968           |
| Crato - Novo Crato                  | Sagrado Coração de Jesus        | 1999           |
| Juazeiro do Norte - Basílica        | Nossa Senhora das Dores         | 1917           |
| Juazeiro do Norte - São Miguel      | Nossa Senhora de Lourdes        | 1958           |
| Juazeiro do Norte - Salesianos      | Sagrado Coração de Jesus        | 1975           |
| Juazeiro do Norte - Franciscanos    | São Francisco das Chagas        | 1976           |
| Juazeiro do Norte - Novo Juazeiro   | Menino Jesus de Praga           | 1989           |
| Juazeiro do Norte - João Cabral     | Nossa Senhora Aparecida         | 1995           |
| Juazeiro do Norte - Triângulo       | São João Bosco                  | 1999           |
| Juazeiro do Norte - Limoeiro        | São José                        | 2003           |
| Juazeiro do Norte - Antônio Vieira  | Nossa Senhora Auxiliadora       | 2012           |
| Juazeiro do Norte - Aeroporto       | São Cristóvão                   | 2012           |
| Juazeiro do Norte - Palmeirinha     | Sagrado Coração de Jesus        | 2012           |
| Juazeiro do Norte - Frei Damião     | Nossa Senhora das Candeias      | 2017           |
| Barbalha - Centro                   | Santo Antônio                   | 1838           |
| Barbalha - Alto da Alegria          | São Vicente de Paulo            | 2007           |
| Caririaçu                           | São Pedro                       | 1870           |
| Abaiara                             | Imaculado Coração de Maria      | 1990           |
| Barro - Centro                      | Santo Antônio                   | 1962           |
| Barro - Iara                        | Nossa Senhora da Conceição      | 2013           |
| Brejo Santo - Centro                | Sagrado Coração de Jesus        | 1888           |
| Brejo Santo - São Francisco         | São Francisco de Assis          | 2016           |
| Jardim                              | Santo Antônio                   | 1814           |
| Jati                                | Senhora Santana                 | 1970           |
| Mauriti - Centro                    | Nossa Senhora da Conceição      | 1943           |
| Mauriti - Palestina                 | Sagrado Coração de Jesus        | 2007           |
| Milagres                            | Nossa Senhora dos Milagres      | 1850           |
| Missão Velha - Centro               | São José                        | 1748           |
| Missão Velha - Jamacaru             | Nossa Senhora das Dores         | 1957           |
| Penaforte                           | Nossa Senhora da Saúde          | 2006           |
| Porteiras                           | Nossa Senhora da Conceição      | 1958           |
| Aurora                              | Senhor Menino Deus              | 1893           |
| Baixio                              | São Francisco de Assis          | 2009           |
| Farias Brito                        | Nossa Senhora da Conceição      | 1938           |
| Granjeiro                           | Nossa Senhora da Conceição      | 1961           |
| Ipaumirim                           | Nossa Senhora da Conceição      | 1963           |
| Lavras da Mangabeira - Centro       | São Vicente Férrer              | 1813           |
| Lavras da Mangabeira - Quitaiús     | Nossa Senhora do Rosário        | 1961           |
| Lavras da Mangabeira - Mangabeira   | São Sebastião                   | 1961           |
| Umari                               | São Gonçalo do Amarante         | 1875           |
| Várzea Alegre                       | São Raimundo Nonato             | 1863           |
| Altaneira                           | Santa Teresa D'ávila            | 2003           |
| Antonina do Norte                   | Santo Antônio                   | 2010           |
| Araripe                             | Santo Antônio                   | 1870           |
| Assaré                              | Nossa Senhora das Dores         | 1838           |
| Campos Sales                        | Nossa Senhora da Penha          | 1943           |
| Nova Olinda                         | São Sebastião                   | 1980           |
| Potengi                             | São José                        | 1981           |
| Salitre                             | São Francisco de Assis          | 2012           |
| Santana do Cariri                   | Senhora Santana                 | 1917           |
| Tarrafas                            | Nossa Senhora das Angústias     | 2012           |
| Área Pastoral Alto da Penha - Crato | Santa Terezinha do Menino Jesus |                |
| Área Pastoral Dom Quintino - Crato  | São Sebastião                   |                |
| Área Pastoral Santa Fé - Crato      | Imaculada Conceição             |                |

## Clero
A Diocese de Crato possui 91 padres diocesanos, 26 padres religiosos e 41 diáconos permanentes.

## Seminários
A diocese possui dois seminários. O Seminário Maior São José (Filosofia e Teologia), fundado em 1875, o primeiro do interior cearense e o Seminário Menor Dom Fernando Panico (Propedêutico), ambos sediados na cidade do Crato. O Seminário S. José foi fundado por mercê de Dom Luis Antônio dos Santos na época bispo da Diocese do Ceará, hoje Arquidiocese de Fortaleza.

## Vida consagrada
A Diocese de Crato possui 22 Congregações e Institutos de Vida Consagrada. Dentre as quais se destacam a Congregação das Filhas de Santa Teresa de Jesus, fundada pelo primeiro bispo da Diocese de Crato, Dom Quintino Rodrigues de Oliveira e Silva; a Ordem de São Bento com a Abadia de Nossa Senhora da Vitória, das monjas beneditinas; a Ordem dos Frades Menores Capuchinhos e a Congregação Salesiana.

## Dioceses limítrofes
- Norte - Diocese de Iguatu.
- Sul - Diocese de Salgueiro.
- Sudeste - Diocese de Afogados da Ingazeira.
- Leste - Diocese de Cajazeiras.
- Oeste - Diocese de Picos.

## Bispos
|                   | Nome                                   | Período      | Notas                                     |
| Bispos            | Bispos                                 | Bispos       | Bispos                                    |
| ----------------- | -------------------------------------- | ------------ | ----------------------------------------- |
| 7º                | Magnus Henrique Lopes, O.F.M.Cap.      | 2022 - atual |                                           |
| 6º                | Gilberto Pastana de Oliveira           | 2016-2021    | Nomeado arcebispo de São Luís do Maranhão |
| 5º                | Fernando Panico, MSC                   | 2001-2016    | Bispo emérito                             |
| 4º                | Newton Holanda Gurgel                  | 1993-2001    |                                           |
| 3º                | Vicente de Paulo Araújo Matos          | 1961-1992    |                                           |
| 2º                | Francisco de Assis Pires               | 1931-1959    |                                           |
| 1º                | Quintino Rodrigues de Oliveira e Silva | 1915-1929    |                                           |
| Bispo coadjutor   |                                        |              |                                           |
|                   | Gilberto Pastana de Oliveira           | 2016         |                                           |
| Bispos auxiliares |                                        |              |                                           |
|                   | Newton Holanda Gurgel                  | 1979-1993    |                                           |
|                   | Vicente de Paulo Araújo Matos          | 1955-1961    |                                           |